# سليمان المزروعي
سليمان خميس حميد المزروعي (13 سبتمبر 1972) هو لاعب كرة قدم عماني سابق، لعب كامل مسيرته مع نادي مسقط. ومثل المنتخب الوطني العماني لمدة 15 عام.

## روابط خارجية
- سليمان المزروعي على موقع الاتحاد الدولي (مؤرشف)  (الإنجليزية)
- سليمان المزروعي على موقع ناشيونال فوتبول تيمز (الإنجليزية)
- سليمان المزروعي على موقع Soccerway.com (الإنجليزية)